# Закон України «Про адвокатуру та адвокатську діяльність»
Закон України «Про адвокатуру та адвокатську діяльність» — Закон України, що визначає правові засади організації і діяльності адвокатури та здійснення адвокатської діяльності в Україні.
Прийнятий Верховною Радою України 5 липня 2012 року. Набрав чинності 15 серпня 2012 року. Замінив Закон «Про адвокатуру», що діяв з 1993 року.
Розробка Закону тривала багато років за участю громадських організацій, науковців та практиків. Схвалений парламентом проект підготований робочою групою з питань реформування прокуратури та адвокатури під очільництвом Андрія Портнова.

## Зміст
Закон складається з 61 статті у десяти розділах:
Розділ I. Загальні положення
Розділ II. Набуття права на заняття адвокатською діяльністю. Організаційні форми адвокатської діяльності
Розділ III. Види адвокатської діяльності. Права і обов'язки адвоката. Гарантії адвокатської діяльності
Розділ IV. Договір про надання правової допомоги
Розділ V. Зупинення та припинення права на заняття адвокатською діяльністю
Розділ VI. Дисциплінарна відповідальність адвоката
Розділ VII. Адвокатське самоврядування
Розділ VIII. Здійснення в Україні адвокатської діяльності адвокатом іноземної держави. Особливості статусу адвоката іноземної держави
Розділ IX. Прикінцеві положення
Розділ X. Перехідні положення.

## Нововведення
- підвищення рівня вимог до кандидатів у адвокати;
- розширене врегулювання порядку набуття статусу адвоката;
- визначення адвоката, який здійснює адвокатську діяльність індивідуально, як самозайнята особа;
- розкриття такої форми адвокатської діяльності як адвокатське бюро;
- розкриття права адвоката на адвокатський запит і встановлення відповідальності за ненадання відповіді на адвокатський запит;
- запровадження нової системи органів адвокатського самоврядування;
- визначення особливостей статусу адвоката іноземної держави, який має право здійснювати адвокатську діяльність в Україні[5];
- виведення Вищої кваліфікаційної комісії адвокатури з-під контролю Кабінету Міністрів України;
- створення Єдиного реєстру адвокатів України[6].